# 何塞·拉蒙·马查多·文图拉
何塞·拉蒙·马查多·文图拉（西班牙語：José Ramón Machado Ventura；1930年10月26日—），古巴革命家、政治家，曾任古巴共产党中央委员会第二书记、古巴国务委员会第一副主席。他出生于圣安东尼奥德拉斯韦尔塔斯，毕业于哈瓦那大学医学专业，是七二六运动的早期成员，在古巴革命中负责游击队的医疗卫生工作，功勋卓著，并获得“少校司令”的头衔（菲德尔·卡斯特罗领导的游击队的最高军衔）。古巴革命胜利后，马查多被任命为哈瓦那卫生局局长。1960年－1967年，担任古巴卫生部部长。1968年－1971年，任古共中央政治局驻马坦萨斯省的代表，主管经济和卫生工作，后任古共哈瓦那省委第一书记。1975年，任古共中央政治局委员，2008年，任古巴国务委员会第一副主席。2011年4月，在古巴共产党第六次全国代表大会上当选古巴共产党中央委员会第二书记。
马查多于2008年2月24日被全国人民政权代表大会选为国务委员会第一副主席，与劳尔·卡斯特罗当选国务委员会主席同时当选。
2021年4月19日，马查多在古巴共产党第八次全国代表大会后从古巴共产党中央政治局退休。